# Blow Me Down Provincial Park
Der Blow Me Down Provincial Park (wörtlich übersetzt „Wehe-Mich-herunter“ – wegen des oft windigen Wetters, sinngemäß könnte es auch heißen: „Ich glaub, mich tritt ein Pferd!“) ist ein neufundländischer Provinzpark (Neufundland und Labrador, Kanada) im Westen der Insel Neufundland an der Küste des Sankt-Lorenz-Golfs etwa 60 km westlich von Corner Brook.
Der Provinzpark befindet sich auf einer kleinen bergigen etwa 2 km langen Halbinsel an der Südwestküste der Bay of Islands. Die Halbinsel liegt zwischen den beiden Buchten Lark Harbour im Westen und York Harbour im Osten. Der Highway 450 führt von Corner Brook entlang der Südküste der Bay of Islands zum Blow Me Down Provincial Park. Die Berge der Halbinsel bestehen aus 450 Millionen Jahre altem Gestein und erreichen im Murry Mountain eine Höhe von 250 m. 
Der Provinzpark bietet einen Campingplatz und Wanderwege innerhalb des Parkgebiets.